# بنك في تي بي 24

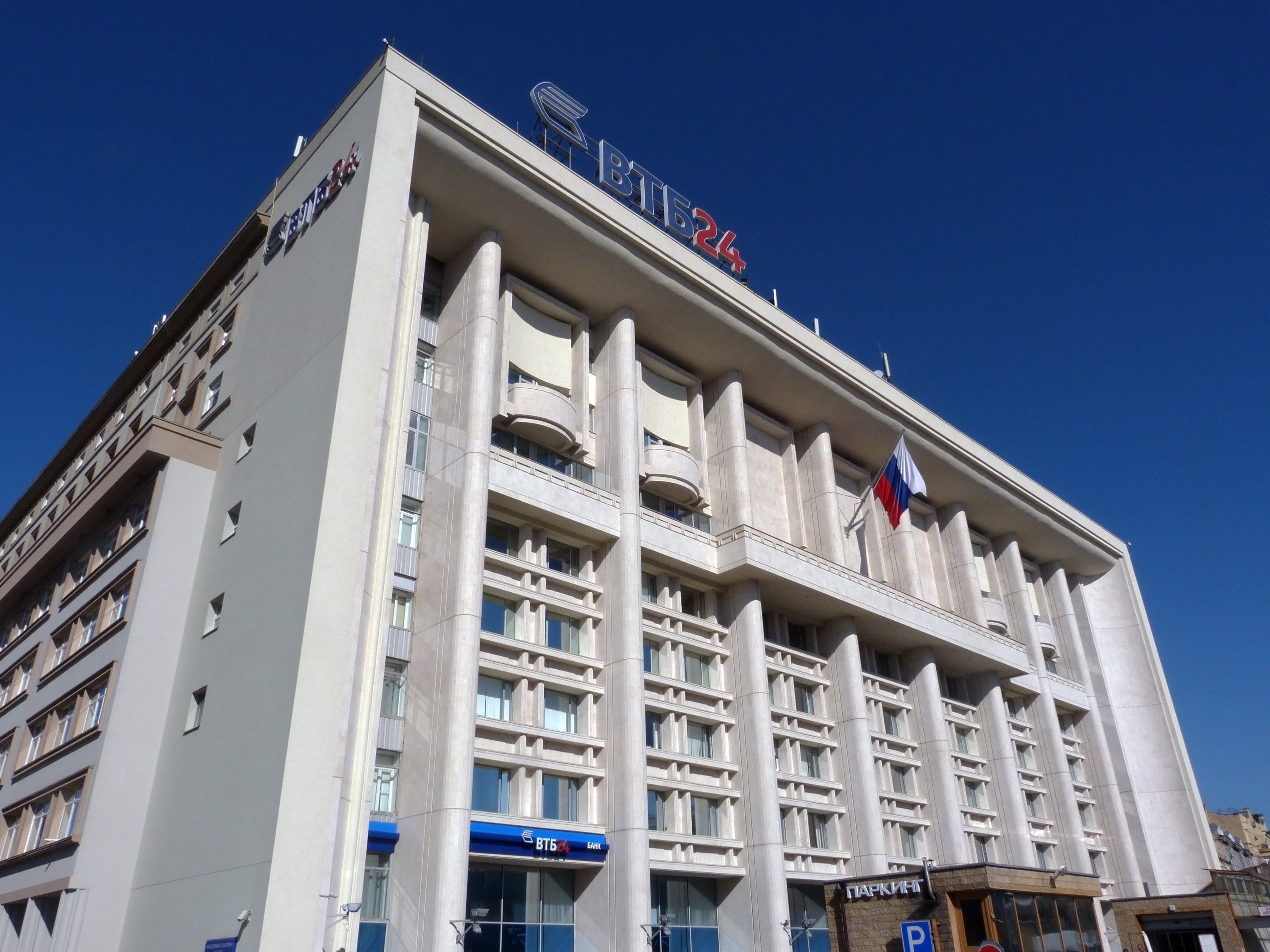

‘‘ بنك VTB 24 - ВТБ 24 ‘‘ (فيه تيه بيه 24) هو أحد أكبر البنوك في روسيا الإتحادية, وهو يتبع كجموعة VTB 24 - ВТБ 24,المتصصة في عمليات البيع.
للبنك أكثر من 960 فرع, وله مكاتب تشغيلية في جميع أنحاء روسيا.

## الموقع الرسمي للبنك
- http://www.vtb24.ru/ نسخة محفوظة 14 أكتوبر 2016 على موقع واي باك مشين.

## روابط إضافية
- http://www.onlinebroker.ru/